# 广州广播电视台南国都市频道
广州广播电视台南国都市频道是广州广播电视台拥有的一条电视频道，主要播放大湾区形象宣传类节目。频道现时采用普通话和粤语广州话播出节目，以4K画质播出。

## 历史
- 2020年6月8日，本频道正式开播[1]，原来的广州广播电视台生活频道、少儿频道、购物频道同步停播[2]。
- 2022年8月6日，本频道直播了2022中超第二阶段首轮广州城对阵武汉三镇的比赛[3]。
- 2022年11月至12月，本频道首次转播世界杯[4]。
- 2024年11月23日，竞赛频道停播，部分频道资源并入本频道[5][需要較佳来源]。